# Клене
Клене́ (фр. Clénay) — коммуна во Франции, находится в регионе Бургундия. Департамент коммуны — Кот-д’Ор. Входит в состав кантона Дижон 1-й кантон. Округ коммуны — Дижон.
Код INSEE коммуны — 21179.

## Население
Население коммуны на 2010 год составляло 845 человек.
| 1962 | 1968 | 1975 | 1982 | 1990 | 1999 | 2010 |
| ---- | ---- | ---- | ---- | ---- | ---- | ---- |
| 228  | 238  | 246  | 379  | 497  | 574  | 845  |

## Экономика
В 2010 году среди 572 человек трудоспособного возраста (15—64 лет) 460 были экономически активными, 112 — неактивными (показатель активности — 80,4 %, в 1999 году было 72,7 %). Из 460 активных жителей работали 446 человек (223 мужчины и 223 женщины), безработных было 14 (8 мужчин и 6 женщин). Среди 112 неактивных 40 человек были учениками или студентами, 39 — пенсионерами, 33 были неактивными по другим причинам.